# Teleomorfa
Teleomorfa – płciowa postać rozwojowa (morfa) u grzybów. U wielu grzybów należących do workowców występują dwie postacie rozwojowe; anamorfa rozmnażająca się bezpłciowo i teleomorfa rozmnażająca się płciowo. U podstawczaków zdarza się to bardzo rzadko.
Występowanie anamorfy i teleomorfy jest charakterystyczne dla niemal wszystkich grzybów pasożytniczych. Zazwyczaj anamorfa jest pasożytem i wytwarza bezpłciowo zarodniki zwane konidiami, zaś teleomorfa jest saprotrofem i w procesie płciowym wytwarza zarodniki w workach nazywane askosporami lub w podstawkach znane jako bazydiospory.
W początkach badań nad grzybami często nie kojarzono z sobą stadium teleomorfy i anamorfy. Liczne są przypadki, że anamorfę i teleomorfę tego samego gatunku opisano pod różnymi nazwami jako dwa odrębne gatunki. Często bowiem rozwijają się one na innych częściach rośliny, a nawet na innych gatunkach roślin, w innym czasie i są niepodobne morfologicznie. W 2011 r. w Melbourne ustalono, że pierwszeństwo ma nazwa ustalona wcześniej (art. 59 International code of Nomenclature for algae, fungi, and plants). W ten sposób liczne dawniej odrębne gatunki grzybów stały się tylko synonimami. Często jednak nie udało się ustalić teleomorfy. W takim przypadku nazwa gatunkowa dotyczy anamorfy, jednak zazwyczaj jej taksonomia jest niepełna. Często włączana jest do gromady workowców czy podstawczaków bez pośrednich jednostek taksonomicznych (klasa, rząd, rodzina), lub jej klasyfikacja jest niepełna – tzn. występują tylko niektóre jednostki taksonomiczne. Brakujące jednostki taksonomiczne są w Index Fungorum opisywane jako incertae sedis.
Grzyby, u których występuje zarówno anamorfa, jak i teleomorfa, to holomorfy.